# Maikoor
Maikoor és una illa de les illes Aru, al mar d'Arafura. Es troba a la província de les Moluques, Indonèsia. Té una superfície de 398 km² i un perímetre costaner de 160,8 km. Les altres illes principals de l'arxipèlag són Kobroor, Kola, Trangan, Koba i Tanahbesar.
El 934è Grup Aeri Naval de l'armada japonesa ocupant va operar breument una base d'hidroavions des de l'illa durant la Segona Guerra Mundial. Establerta l'abril de 1943, els japonesos van començar a retirar-se el desembre de 1943, ja que la base estava a l'abast dels caces i els hidroavions ja no eren de cap utilitat a la zona.